# سامو هونغ
سامو هونغ (بالصينية: 洪金宝) مواليد 07 يناير 1952 في هونغ كونغ، هو ممثل وكاتب سيناريو من هونغ كونغ بدأ مسيرته الفنية عام 1961.

## أعماله
- دخول التنين
- الراهب ذو القبضة الحديدية
- لعبة الموت
- مستر نايس جاي
- فريق مزدوج
- حول العالم في 80 يوماً
- كونغ فو هوستل
- ييب مان
- حكم عرفي
- طبعة مبكرة
- جوال تكساس ووكر

## وصلات خارجية
- سامو هونغ على موقع IMDb (الإنجليزية)
- سامو هونغ على موقع ألو سيني (الفرنسية)
- سامو هونغ على موقع أول موفي (الإنجليزية)
- سامو هونغ على موقع قاعدة بيانات الأفلام السويدية (السويدية)
- سامو هونغ على موقع إن إن دي بي (الإنجليزية)
- سامو هونغ على موقع قاعدة بيانات الفيلم (الإنجليزية)
- سامو هونغ على موقع كينوبويسك (الروسية)